# Llista d'estacions d'Adif a Catalunya
A continuació es troba una llista d'estacions d'Adif a Catalunya, és a dir les estacions a Catalunya propietat de l'Administrador d'Infraestructures Ferroviàries per on circulen trens de Renfe Operadora.
| ESTACIÓ                                          | LÍNIES | CONNEXIONS | PMR                 | ZONA ATM | UBICACIÓ                                  |
| A                                                |        |            |                     |          |                                           |
| Aeroport                                         |        |            | Estacció accessible | 1        | El Prat de Llobregat                      |
| Aguilar de Segarra                               |        |            |                     |          | Aguilar de Segarra                        |
| Alcover                                          |        |            |                     |          | Alcover                                   |
| L'Aldea - Amposta                                |        |            |                     |          | L'Aldea                                   |
| Altafulla-Tamarit                                |        |            |                     |          | Altafulla                                 |
| L'Ametlla de Mar                                 |        |            |                     |          | L'Ametlla de Mar                          |
| L'Ampolla - el Perelló - Deltebre                |        |            |                     |          | L'Ampolla                                 |
| Anglesola                                        |        |            |                     |          | Anglesola                                 |
| L'Arboç                                          |        |            |                     | 5B       | L'Arboç                                   |
| Arc de Triomf                                    |        |            | Estacció accessible | 1        | Barcelona                                 |
| Arenys de Mar                                    |        |            | Estacció accessible | 4H       | Arenys de Mar                             |
| Ascó                                             |        |            |                     |          | Ascó                                      |
| B                                                |        |            |                     |          |                                           |
| Badalona                                         |        |            | Estacció accessible | 1        | Badalona                                  |
| Balenyà - els Hostalets                          |        |            |                     | 5F       | Els Hostalets de Balenyà (Balenyà)        |
| Balenyà-Tona-Seva                                |        |            |                     | 5F       | Sant Miquel de Balenyà (Seva)             |
| Barberà del Vallès                               |        |            | Estacció accessible | 2C       | Barberà del Vallès                        |
| Bell-lloc d'Urgell                               |        |            |                     |          | Bell-lloc d'Urgell                        |
| Bellpuig                                         |        |            |                     |          | Bellpuig                                  |
| Bellvitge                                        |        |            | Estacció accessible | 1        | Bellvitge (L'Hospitalet)                  |
| Blanes                                           |        |            | Estacció accessible | 5H       | Blanes                                    |
| Bordils-Juià                                     |        |            |                     |          | Bordils                                   |
| Les Borges Blanques                              |        |            |                     |          | Les Borges Blanques                       |
| Les Borges del Camp                              |        |            |                     |          | Les Borges del Camp                       |
| Borgonyà                                         |        |            | Estacció accessible |          | Borgonyà (Sant Vicenç de Torelló)         |
| C                                                |        |            |                     |          |                                           |
| Cabrera de Mar - Vilassar de Mar                 |        |            | Estacció accessible | 2E       | Cabrera de Mar                            |
| Calaf                                            |        |            |                     |          | Calaf                                     |
| Calafell                                         |        |            | Estacció accessible | 5A       | Calafell                                  |
| Caldes d'Estrac                                  |        |            | Estacció accessible | 3E       | Caldes d'Estrac                           |
| Caldes de Malavella                              |        |            |                     |          | Caldes de Malavella                       |
| Calella                                          |        |            | Estacció accessible | 4H       | Calella                                   |
| Camallera                                        |        |            |                     |          | Camallera                                 |
| Camarles-Deltebre                                |        |            |                     |          | Camarles                                  |
| Cambrils                                         |        |            |                     |          | Cambrils                                  |
| Campdevànol                                      |        |            | Estacció accessible |          | Campdevànol                               |
| Camp de Tarragona                                | Avant  |            |                     |          | La Secuita / Perafort                     |
| Camp-redó                                        |        |            |                     |          | Campredó                                  |
| Canet de Mar                                     |        |            | Estacció accessible | 4H       | Canet de Mar                              |
| Capçanes                                         |        |            |                     |          | Capçanes                                  |
| Cardedeu                                         |        |            | Estacció accessible | 3D       | Cardedeu                                  |
| Castellbell i el Vilar - Monistrol de Montserrat |        |            |                     | 5E       | El Borràs (Castellbell i el Vilar)        |
| Castellbisbal                                    |        |            | Estacció accessible | 2B       | Castellbisbal                             |
| Castelldefels                                    |        |            | Estacció accessible | 1        | Castelldefels                             |
| Castellnou de Seana                              |        |            |                     |          | Castellnou de Seana                       |
| Centelles                                        |        |            |                     | 5F       | Centelles                                 |
| Celrà                                            |        |            |                     |          | Celrà                                     |
| Cerdanyola del Vallès                            |        |            | Estacció accessible | 2C       | Cerdanyola del Vallès                     |
| Cerdanyola Universitat                           |        |            |                     | 2C       | UAB (Cerdanyola del Vallès)               |
| Cervera                                          |        |            |                     |          | Cervera                                   |
| Cervera de la Marenda                            |        |            |                     |          | Cervera de la Marenda                     |
| El Clot - Aragó                                  |        |            | Estacció accessible | 1        | El Clot - Camp de l'Arpa (Barcelona)      |
| Colera                                           |        |            |                     |          | Colera                                    |
| Cornellà Centre                                  |        |            |                     | 1        | Cornellà de Llobregat                     |
| Cubelles                                         |        |            | Estacció accessible | 4A       | Cubelles                                  |
| Cunit                                            |        |            | Estacció accessible | 5A       | Cunit                                     |
| D                                                |        |            |                     |          |                                           |
| Duesaigües - l'Argentera                         |        |            |                     |          | l'Argentera                               |
| E                                                |        |            |                     |          |                                           |
| L'Espluga de Francolí                            |        |            |                     |          | L'Espluga de Francolí                     |
| Estació de França                                |        |            | Estacció accessible | 1        | Barcelona                                 |
| F                                                |        |            |                     |          |                                           |
| La Farga de Bebié                                |        |            |                     |          | Montesquiu                                |
| Faió - la Pobla de Massaluca                     |        |            |                     |          | La Pobla de Massaluca                     |
| Figaró                                           |        |            |                     | 4F       | El Figaró (Figaró-Montmany)               |
| Figueres                                         |        |            |                     |          | Figueres                                  |
| Figueres-Vilafant                                |        |            | Estacció accessible |          | Vilafant                                  |
| Flaçà                                            |        |            |                     |          | Flaçà                                     |
| Flix                                             |        |            |                     |          | Flix                                      |
| La Floresta                                      |        |            |                     |          | La Floresta                               |
| Fornells de la Selva                             |        |            |                     |          | Fornells de la Selva                      |
| Les Franqueses del Vallès                        |        |            |                     | 3D       | Corró d'Avall (Les Franqueses del Vallès) |
| Les Franqueses - Granollers Nord                 |        |            | Estacció accessible | 3D       | Corró d'Avall (Les Franqueses del Vallès) |
| G                                                |        |            |                     |          |                                           |
| Garraf                                           |        |            | Estacció accessible | 2A       | Garraf (Sitges)                           |
| La Garriga                                       |        |            |                     | 4F       | La Garriga                                |
| Gavà                                             |        |            | Estacció accessible | 1        | Gavà                                      |
| Gelida                                           |        |            |                     | 3B       | Gelida                                    |
| Girona                                           |        |            |                     |          | Girona                                    |
| Golmés                                           |        |            |                     |          | Golmés                                    |
| La Granada                                       |        |            |                     | 4B       | La Granada                                |
| Granollers-Canovelles                            |        |            |                     | 3D       | Granollers                                |
| Granollers Centre                                |        |            | Estacció accessible | 3D       | Granollers                                |
| Gualba                                           |        |            | Estacció accessible | 4G       | Can Plana (Gualba)                        |
| Els Guiamets                                     |        |            |                     |          | Els Guiamets                              |
| H                                                |        |            |                     |          |                                           |
| L'Hospitalet de l'Infant                         |        |            |                     |          | L'Hospitalet de l'Infant                  |
| L'Hospitalet de Llobregat                        |        |            | Estacció accessible | 1        | L'Hospitalet de Llobregat                 |
| Hostalric                                        |        |            | Estacció accessible | 5G       | Hostalric                                 |
| J                                                |        |            |                     |          |                                           |
| Juneda                                           |        |            |                     |          | Juneda                                    |
| L                                                |        |            |                     |          |                                           |
| Lavern-Subirats                                  |        |            | Estacció accessible | 3B       | Lavern (Subirats)                         |
| La Llagosta                                      |        |            | Estacció accessible | 2D       | La Llagosta                               |
| Llançà                                           |        |            |                     |          | Llançà                                    |
| Lleida-Pirineus                                  | Avant  |            | Estacció accessible |          | Lleida                                    |
| Llinars del Vallès                               |        |            |                     | 3D       | Llinars del Vallès                        |
| M                                                |        |            |                     |          |                                           |
| Maçanet-Massanes                                 |        |            | Estacció accessible | 6E       | Maçanet de la Selva                       |
| Malgrat de Mar                                   |        |            | Estacció accessible | 5H       | Malgrat de Mar                            |
| Manlleu                                          |        |            |                     |          | Manlleu                                   |
| Manresa                                          |        |            | Estacció accessible | 6C       | Manresa                                   |
| Marçà-Falset                                     |        |            |                     |          | Marçà                                     |
| Martorell                                        |        |            |                     | 3B       | Martorell                                 |
| El Masnou                                        |        |            | Estacció accessible | 2E       | El Masnou                                 |
| Mataró                                           |        |            | Estacció accessible | 3E       | Mataró                                    |
| La Molina                                        |        |            | Estacció accessible |          | Alp                                       |
| Molins de Rei                                    |        |            |                     | 2B       | Molins de Rei                             |
| Mollerussa                                       |        |            |                     |          | Mollerussa                                |
| Mollet - Sant Fost                               |        |            |                     | 2D       | Mollet del Vallès                         |
| Mollet - Santa Rosa                              |        |            |                     | 2D       | Mollet del Vallès                         |
| Els Monjos                                       |        |            |                     | 4B       | Els Monjos (Santa Margarida i els Monjos) |
| Montblanc                                        |        |            |                     |          | Montblanc                                 |
| Montcada Bifurcació                              |        |            |                     | 1        | Can Sant Joan (Montcada i Reixac)         |
| Montcada i Reixac                                |        |            |                     | 1        | Montcada i Reixac                         |
| Montcada i Reixac - Manresa                      |        |            |                     | 1        | Montcada i Reixac                         |
| Montcada i Reixac - Santa Maria                  |        |            | Estacció accessible | 1        | Montcada i Reixac                         |
| Montcada-Ripollet                                |        |            |                     | 1        | Montcada i Reixac                         |
| Montgat                                          |        |            | Estacció accessible | 1        | Montgat                                   |
| Montgat Nord                                     |        |            | Estacció accessible | 1        | Montsolís (Montgat)                       |
| Montmeló                                         |        |            | Estacció accessible | 2D       | Montmeló                                  |
| Mont-roig del Camp                               |        |            |                     |          | Mont-roig del Camp                        |
| Móra la Nova                                     |        |            |                     |          | Móra la Nova                              |
| N                                                |        |            |                     |          |                                           |
| Nulles-Bràfim                                    |        |            |                     |          | Nulles                                    |
| O                                                |        |            |                     |          |                                           |
| Ocata                                            |        |            |                     | 2E       | Ocata (El Masnou)                         |
| P                                                |        |            |                     |          |                                           |
| Palautordera                                     |        |            | Estacció accessible | 4G       | Santa Maria de Palautordera               |
| El Papiol                                        |        |            |                     | 2B       | El Papiol                                 |
| Parets del Vallès                                |        |            |                     | 2D       | Parets del Vallès                         |
| Passeig de Gràcia                                |        |            | Estacció accessible | 1        | Barcelona                                 |
| Pineda de Mar                                    |        |            | Estacció accessible | 4H       | Pineda de Mar                             |
| Plaça Catalunya                                  |        |            | Estacció accessible | 1        | Barcelona                                 |
| La Plana - Picamoixons                           |        |            |                     |          | Picamoixons                               |
| Planoles                                         |        |            |                     |          | Planoles                                  |
| Platja de Castelldefels                          |        |            | Estacció accessible | 1        | Castelldefels                             |
| El Prat de Llobregat                             |        |            | Estacció accessible | 1        | El Prat de Llobregat                      |
| Premià de Mar                                    |        |            | Estacció accessible | 2E       | Premià de Mar                             |
| Port Aventura                                    |        |            |                     |          | Salou                                     |
| Portbou                                          |        |            |                     |          | Portbou                                   |
| Pradell                                          |        |            |                     |          | Pradell de la Teixeta                     |
| Puigcerdà                                        |        |            |                     |          | Puigcerdà                                 |
| Puigverd de Lleida                               |        |            |                     |          | Puigverd de Lleida                        |
| R                                                |        |            |                     |          |                                           |
| Rajadell                                         |        |            |                     |          | Rajadell                                  |
| Reus                                             |        |            |                     |          | Reus                                      |
| La Riba                                          |        |            |                     |          | La Riba                                   |
| Riba-roja d'Ebre                                 |        |            |                     |          | Riba-roja d'Ebre                          |
| Ribes de Freser                                  |        |            |                     |          | Ribes de Freser                           |
| Riells i Viabrea-Breda                           |        |            | Estacció accessible | 4G       | Riells i Viabrea                          |
| Riudecanyes-Botarell                             |        |            |                     |          | Riudecanyes                               |
| Riudellots                                       |        |            |                     |          | Riudellots de la Selva                    |
| Ripoll                                           |        |            | Estacció accessible |          | Ripoll                                    |
| Roda de Berà                                     |        |            |                     |          | Roda de Berà                              |
| Roda de Mar                                      |        |            |                     |          | Roda de Berà                              |
| Rubí                                             |        |            | Estacció accessible | 2C       | Rubí                                      |
| S                                                |        |            |                     |          |                                           |
| Sabadell Centre                                  |        |            | Estacció accessible | 2C       | Sabadell                                  |
| Sabadell Nord                                    |        |            | Estacció accessible | 2C       | Sabadell                                  |
| Sabadell Sud                                     |        |            |                     | 2C       | Sabadell                                  |
| La Sagrera - Meridiana                           |        |            | Estacció accessible | 1        | Sant Andreu (Barcelona)                   |
| Salomó                                           |        |            |                     |          | Salomó                                    |
| Salou                                            |        |            |                     |          | Salou                                     |
| Sant Adrià de Besòs                              |        |            | Estacció accessible | 1        | Sant Adrià de Besòs                       |
| Sant Andreu Arenal                               |        |            | Estacció accessible | 1        | Sant Andreu (Barcelona)                   |
| Sant Andreu Comtal                               |        |            | Estacció accessible | 1        | Sant Andreu (Barcelona)                   |
| Sant Andreu de Llavaneres                        |        |            | Estacció accessible | 3E       | Sant Andreu de Llavaneres                 |
| Sant Celoni                                      |        |            | Estacció accessible | 4G       | Sant Celoni                               |
| Sant Cugat-Coll Favà                             |        |            | Estacció accessible | 2C       | Sant Cugat del Vallès                     |
| Sant Feliu de Llobregat                          |        |            |                     | 1        | Sant Feliu de Llobregat                   |
| Sant Guim de Freixenet                           |        |            |                     |          | Sant Guim de Freixenet                    |
| Sant Joan Despí                                  |        |            | Estacció accessible | 1        | Sant Joan Despí                           |
| Sant Jordi Desvalls                              |        |            |                     |          | Sant Jordi Desvalls                       |
| Sant Martí de Centelles                          |        |            |                     | 4F       | Sant Martí de Centelles                   |
| Sant Martí Sesgueioles                           |        |            |                     |          | Sant Martí Sesgueioles                    |
| Sant Miquel de Gonteres - Viladecavalls          |        |            |                     | 3C       | Viladecavalls                             |
| Sant Miquel de Fluvià                            |        |            |                     |          | Sant Miquel de Fluvià                     |
| Sant Pol de Mar                                  |        |            |                     | 4H       | Sant Pol de Mar                           |
| Sant Quirze de Besora                            |        |            |                     |          | Sant Quirze de Besora                     |
| Sant Sadurní d'Anoia                             |        |            |                     | 3B       | Sant Sadurní d'Anoia                      |
| Sant Vicenç de Calders                           |        |            | Estacció accessible | 6A       | Sant Vicenç de Calders (El Vendrell)      |
| Sant Vicenç de Castellet                         |        |            |                     | 5E       | Sant Vicenç de Castellet                  |
| Santa Perpètua de Mogoda                         |        |            |                     | 2D       | Santa Perpètua de Mogoda                  |
| Santa Susanna                                    |        |            | Estacció accessible | 5H       | Santa Susanna                             |
| Sants                                            | Avant  |            | Estacció accessible | 1        | Sants-Montjuïc (Barcelona)                |
| Segur de Calafell                                |        |            | Estacció accessible | 5A       | Segur de Calafell                         |
| Seguers - Sant Pere Sallavinera                  |        |            |                     |          | Sant Pere Sallavinera                     |
| La Selva del Camp                                |        |            |                     |          | La Selva del Camp                         |
| Sils                                             |        |            |                     |          | Sils                                      |
| Sitges                                           |        |            | Estacció accessible | 3A       | Sitges                                    |
| T                                                |        |            |                     |          |                                           |
| Tarragona                                        |        |            |                     |          | Tarragona                                 |
| Tàrrega                                          |        |            |                     |          | Tàrrega                                   |
| Terrassa                                         |        |            | Estacció accessible | 3C       | Terrassa                                  |
| Terrassa Est                                     |        |            | Estacció accessible | 3C       | Terrassa                                  |
| La Tor de Querol                                 |        |            |                     |          | La Tor de Querol (França)                 |
| Tordera                                          |        |            | Estacció accessible | 5H       | Tordera                                   |
| Torelló                                          |        |            | Estacció accessible |          | Torelló                                   |
| Torre Baró                                       |        |            |                     | 1        | Nou Barris (Barcelona)                    |
| Torredembarra                                    |        |            |                     |          | Torredembarra                             |
| Tortosa                                          |        |            |                     |          | Tortosa                                   |
| Toses                                            |        |            | Estacció accessible |          | Toses                                     |
| U                                                |        |            |                     |          |                                           |
| Ulldecona - Alcanar - la Sénia                   |        |            |                     |          | Ulldecona                                 |
| Urtx-Alp                                         |        |            | Estacció accessible |          | Fontanals de Cerdanya / Alp               |
| V                                                |        |            |                     |          |                                           |
| Vacarisses                                       |        |            |                     | 4E       | Vacarisses                                |
| Vacarisses-Torreblanca                           |        |            |                     | 4E       | Vacarisses                                |
| Valls                                            |        |            |                     |          | Valls                                     |
| El Vendrell                                      |        |            |                     | 6A       | El Vendrell                               |
| Vic                                              |        |            | Estacció accessible | 6D       | Vic                                       |
| Vilabella                                        |        |            |                     |          | Vilabella                                 |
| Viladecans                                       |        |            | Estacció accessible | 1        | Viladecans                                |
| Viladecavalls                                    |        |            |                     | 3C       | Viladecavalls                             |
| Vilafranca del Penedès                           |        |            |                     | 4B       | Vilafranca del Penedès                    |
| Vilajuïga                                        |        |            |                     |          | Vilajuïga                                 |
| Vilamalla                                        |        |            |                     |          | Vilamalla                                 |
| Vilanova i la Geltrú                             |        |            | Estacció accessible | 4A       | Vilanova i la Geltrú                      |
| Vila-seca                                        |        |            |                     |          | Vila-seca                                 |
| Vilassar de Mar                                  |        |            | Estacció accessible | 2E       | Vilassar de Mar                           |
| Vilaverd                                         |        |            |                     |          | Vilaverd                                  |
| Vimbodí                                          |        |            |                     |          | Vimbodí                                   |
| Vinaixa                                          |        |            |                     |          | Vinaixa                                   |

## Estacions fora de servei o en construcció
| ESTACIÓ                       | LÍNIES | CONNEXIONS | ESTAT          | UBICACIÓ                  |
| ----------------------------- | ------ | ---------- | -------------- | ------------------------- |
| Aigües de Ribes               |        |            | fora de servei | Campelles                 |
| Baricentro                    |        |            | fora de servei | Barberà del Vallès        |
| Bifurcació Vilanova           |        |            | fora de servei | Barcelona                 |
| Can Pou - Camp de Mar         |        |            | fora de servei | Pineda de Mar             |
| Castellarnau                  |        |            | fora de servei |                           |
| Castellgalí                   |        |            | fora de servei |                           |
| Els Comtals                   |        |            | fora de servei |                           |
| Llerona                       |        |            | fora de servei |                           |
| Montcada i Reixac - Sant Joan |        |            | fora de servei | Montcada i Reixac         |
| Olesa de Montserrat           |        |            | fora de servei | Olesa de Montserrat       |
| Queixans                      |        |            | fora de servei | Queixans                  |
| Sabadell Can Llong            |        |            | projectada     | Sabadell                  |
| Sagrera (Meridiana)           |        |            | en construcció | Barcelona                 |
| Sagrera (TAV)                 |        |            | en construcció | Barcelona                 |
| Taradell - Mont-rodon         |        |            | fora de servei |                           |
| Terrassa Can Boada            |        |            | projectada     | Terrassa                  |
| Torrebonica                   |        |            | fora de servei |                           |
| Torrassa                      |        |            | projectada     | L'Hospitalet de Llobregat |
| Vallcarca                     |        |            | fora de servei | Vallcarca                 |